# 인페르노 (1999년 영화)
《인페르노》(영어: Inferno)는 1999년 공개된 미국의 액션 영화이다.

## 출연

### 주연
- 장 끌로드 반담

### 조연
- 팻 모리타
- 대니 트레조
- 가브리엘 피츠패트릭
- 래리 드레이크
- 빈센트 쉬아벨리

## 기타
- 공동제작: 리처드 G. 머피
- 공동제작: 켄 솔라즈
- 미술: 마이클 노보트니
- 의상: 메이스 C. 루베오
- 배역: 캐시 헨더슨
- 배역: 도리 주커먼